# حمض الثيوسيانيك
حمض الثيوسيانيك هو مركب لاعضوي صيغته HSCN، ويوجد في الشروط القياسية على شكل سائل، وتسمى أملاح هذا الحمض ثيوسيانات.

## التحضير
يحضر الحمض من تفاعل أملاح الثيوسيانات مع حمض الكبريتيك المركز في تفاعل إزاحة، كما هو الحال مع ثيوسيانات الأمونيوم أو ثيوسيانات الباريوم مثلاً:
{\displaystyle \mathrm {2\ NH_{4}SCN+H_{2}SO_{4}\longrightarrow 2\ HSCN+(NH_{4})_{2}SO_{4}} }
{\displaystyle \mathrm {Ba(SCN)_{2}+H_{2}SO_{4}\longrightarrow 2\ HSCN+BaSO_{4}\downarrow } }

## الخواص
يوجد المركب على شكل سائل وهو غير مستقر ويكون بحالة توازن مع صنوه من حمض الإيزوثيوسيانيك HNCS؛
ويكون الأخير هوالشكل السائد في الطور الغازي.